# All 6's and 7's
All 6's and 7's è l'undicesimo album in studio del rapper statunitense Tech N9ne, pubblicato nel 2011.

## Tracce
1. The Pledge (Intro) – 0:42
2. Technicians – 3:52
3. Military (Skit) – 0:21
4. Am I A Psycho? (featuring B.o.B & Hopsin) – 4:04
5. He's a Mental Giant – 3:54
6. Worldwide Choppers (featuring Ceza, JL of B. Hood, U$O, Yelawolf, Twista, Busta Rhymes, D-Loc & Twisted Insane) – 5:26
7. We Miss You Man Man (Skit) – 0:46
8. I Love Music (featuring Kendrick Lamar & Oobergeek) – 3:46
9. Strangeland – 3:35
10. Call From Richie (Skit) – 0:34
11. The Boogieman (featuring First Degree the D.E. & Stokley Williams dei Mint Condition) – 3:51
12. Cult Leader (featuring Liz Suwandi) – 4:46
13. Call From KC Poet Camile (Skit) – 0:59
14. Fuck Food (featuring Lil Wayne, T-Pain & Krizz Kaliko) – 4:55
15. Overtime (featuring Stevie Stone) – 3:00
16. Pornographic (featuring E-40, Krizz Kaliko & Snoop Dogg) – 3:52
17. You Owe Like Pookie (featuring Jay Rock & Kutt Calhoun) – 3:28
18. Delusional (featuring Nikkiya Brooks) – 4:12
19. So Lonely (featuring Blind Fury & Mackenzie O’Guin) – 3:54
20. If I Could (featuring Chino Moreno & Stephen Carpenter dei Deftones) – 3:27
21. Angry Caller (Skit) – 0:20
22. Love Me Tomorrow (featuring Big Scoob) – 3:44
23. Mama Nem – 4:22
24. Promiseland (featuring Nikkiya Brooks) – 4:41

## Classifiche
| Classifica (2011) | Posizione raggiunta |
| ----------------- | ------------------- |
| Stati Uniti       | 4                   |